# 광저우 타워
광저우 타워(중국어: 广州塔, 영어: Guangzhou Tower) 혹은 캔톤 타워(영어: Canton Tower)는 중화인민공화국 광저우시에 위치한 방송전파용 타워이다. 지상 604m의 높이로 일본 도쿄에 위치한 도쿄 스카이 트리(634m) 다음으로 높은 전망 타워이다. 정식 명칭은 광저우 TV, 전망 타워(중국어: 州电视台天文及观光塔, 영어: Guangzhou TV Astronomical and Sightseeing Tower)이며, 2005년 착공하여 2010년 10월 30일 개장했다. 2015년 상하이 타워가 완공되면서 중화인민공화국에서는 두 번째로 높은 건축물이다. 사람들이 오해하고 있는 것은 층수이다 실제로 기둥안에 층이 다 포함되어 있다. 표기상 110층 이지만 2층에서 4층 9층에서 11층 34층에서 36층 36층에서 38층 70층에서 72층 72층에서 97층으로 건너뛰었기 때문에 34개의 층을 빼야되며 위에 세개의 층이 더 있기 때문에 실질적으로는 76층이 맞다.

건물 높이, 왼쪽에서 두 번째 타워가 광저우 타워이다.

## 명칭
광저우 타워는 중국대륙을 비롯한 한자권에서는 '광저우 타워'라는 정식 명칭을 사용하고 있지만, 영어로는 Guangzhou Tower가 아닌 'Canton Tower'라고 표기하고 있다. 이는 과거 광둥 성 광저우가 영어 명칭을 'Canton'으로 사용한 바가 있었기 때문이다. 초기 본 탑을 건설할 시의 명칭은 하이신 타워(중국어: 海心塔 해심탑[*], 영어: Haixin Tower)였으며, 그 외에도 슬림 웨이스트(Slim Waist, 小蠻腰), 트위스트 파이어우드(Twisted Firewood, 扭紋柴), 양디엔펑(羊巔峯) 등 다양한 제안이 나왔으나, 최종 명칭은 광저우 타워로 정해졌다.

## 측정
광저우 타워는 450m의 본 타워 건물을 비롯하여, 그 위에 약 150m의 안테나가 설치되어 있으며, 이에 따라 총 600m의 타워이다. 이에 따라 세계에서 두 번째로 높은 타워이며, 중화인민공화국에서는 가장 높은 타워이다. 광저우 타워의 전체 하중은 약 10만 톤 정도이며, 그 중 안테나가 1,550톤을 상회한다. 건물의 층 면적은 약 175,458 m², 사용 가능 면적은 약 114,054 m²이다.

## 건설 과정

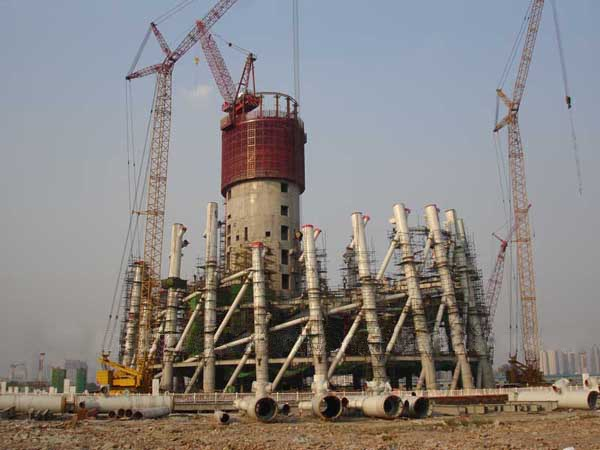
2007년 2월 21일
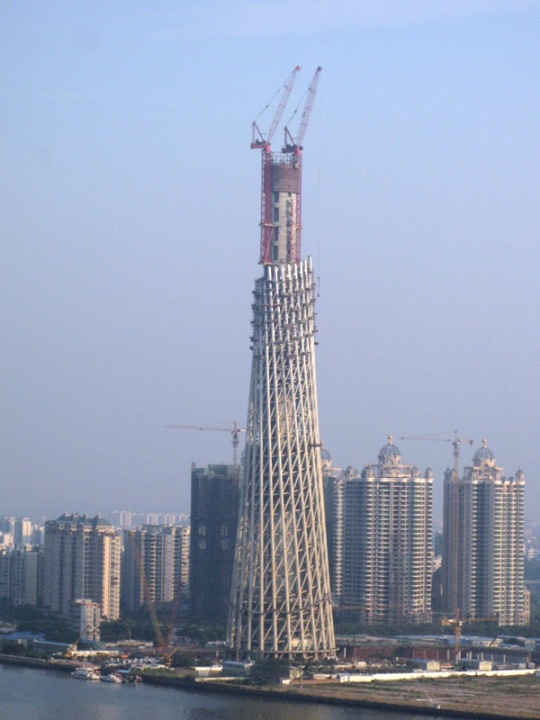
2007년 11월 24일
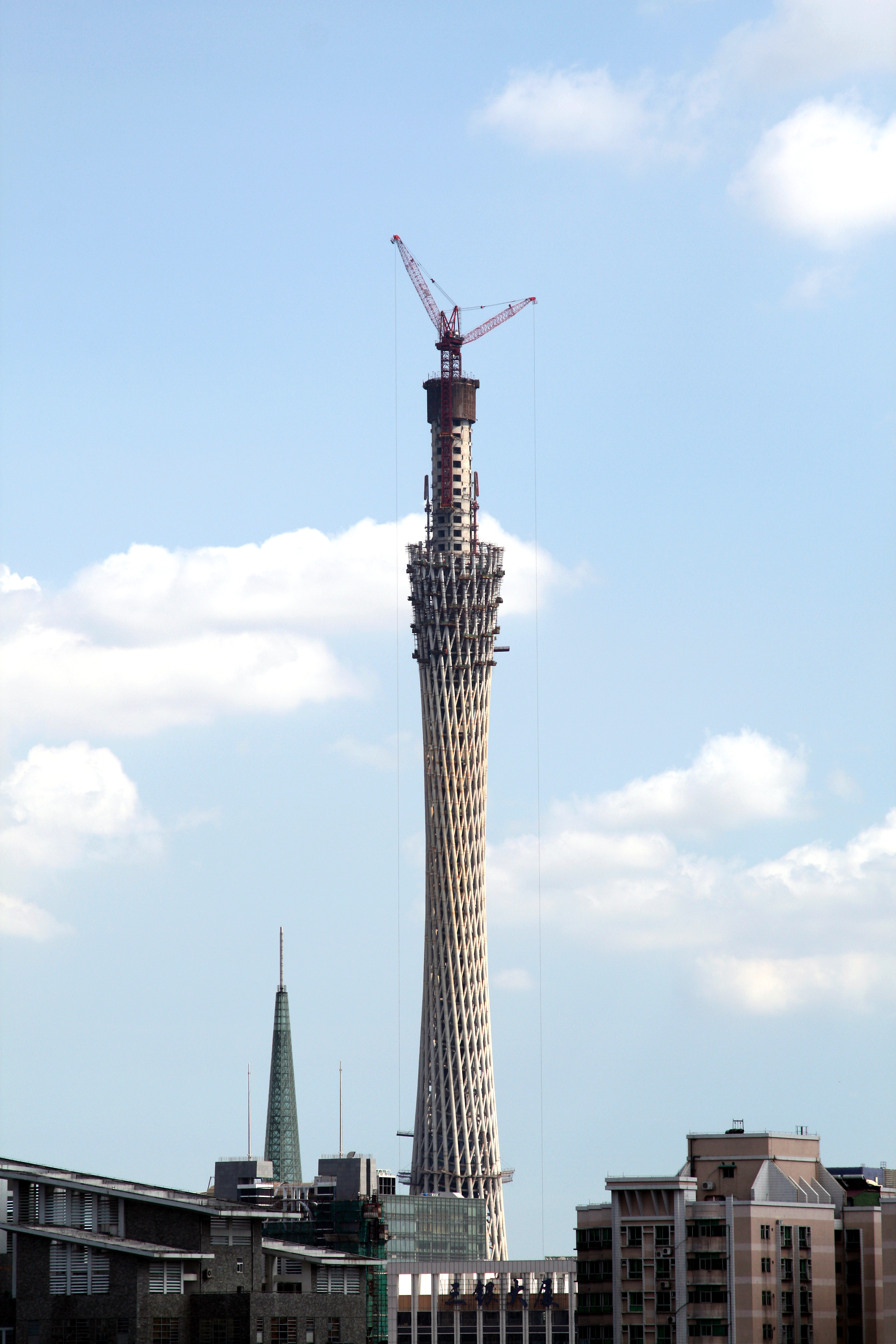
2008년 8월
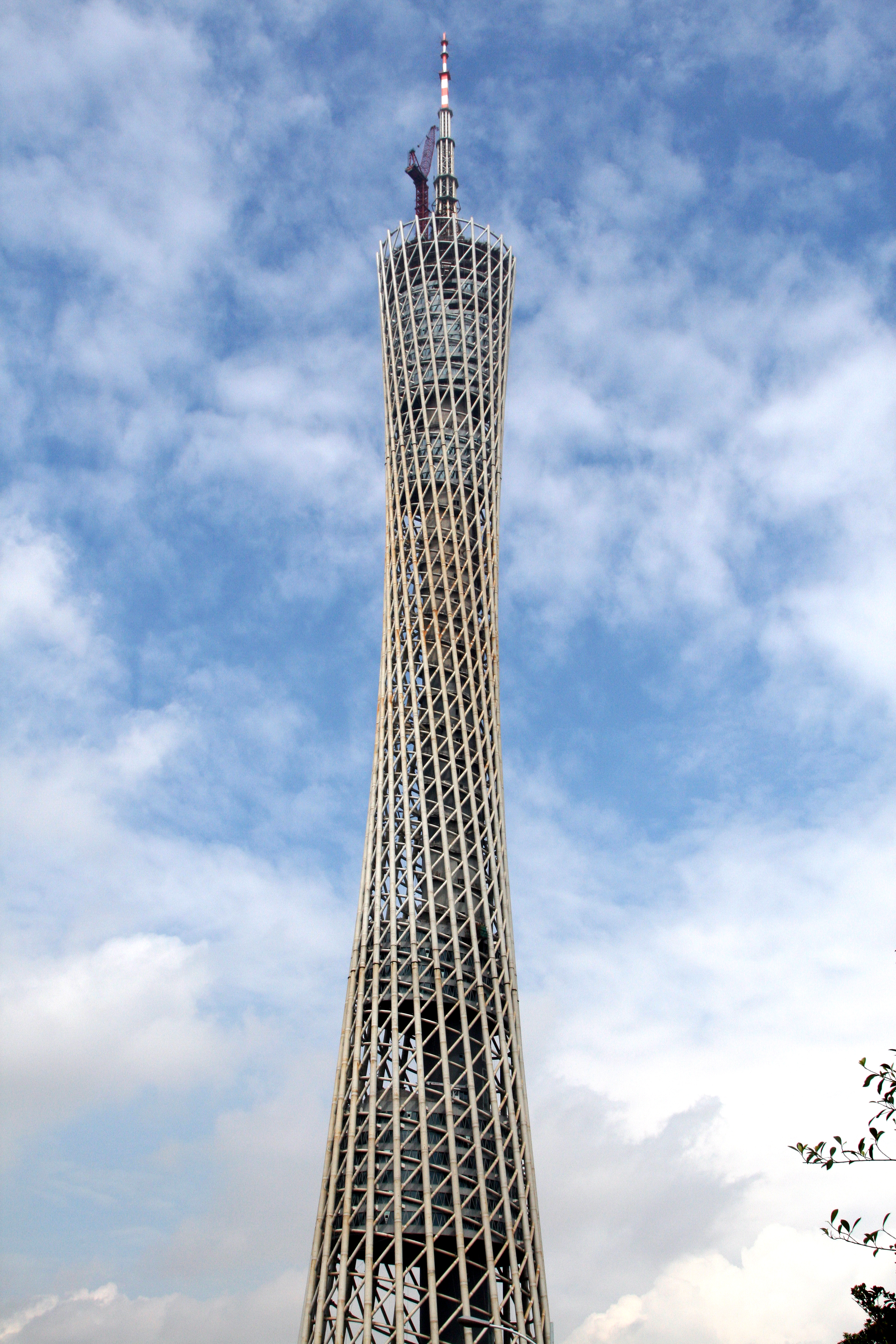
2009년 6월
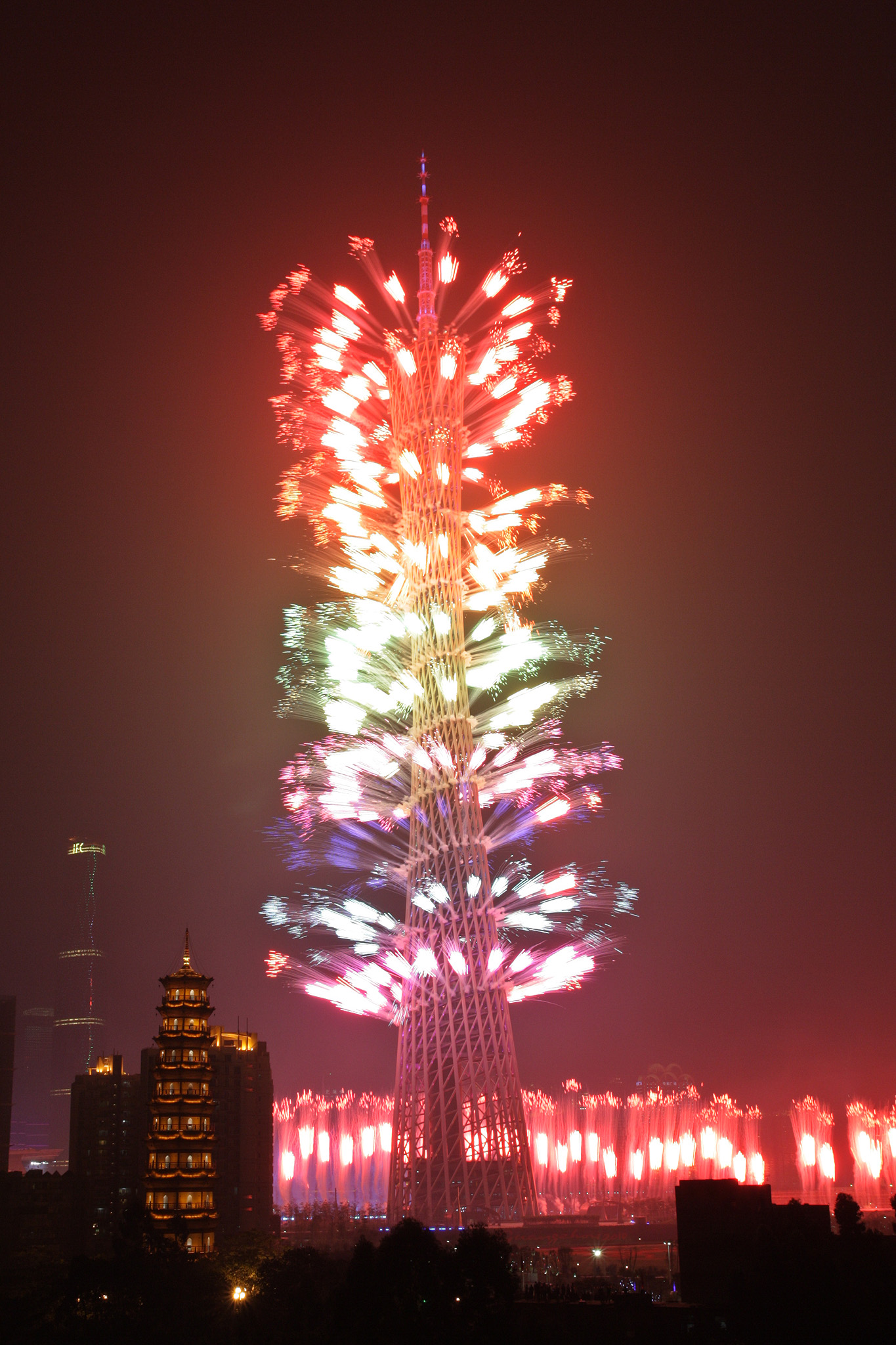
건설 직후. 2010년 광저우 아시안 게임 개회식 당시

## 갤러리

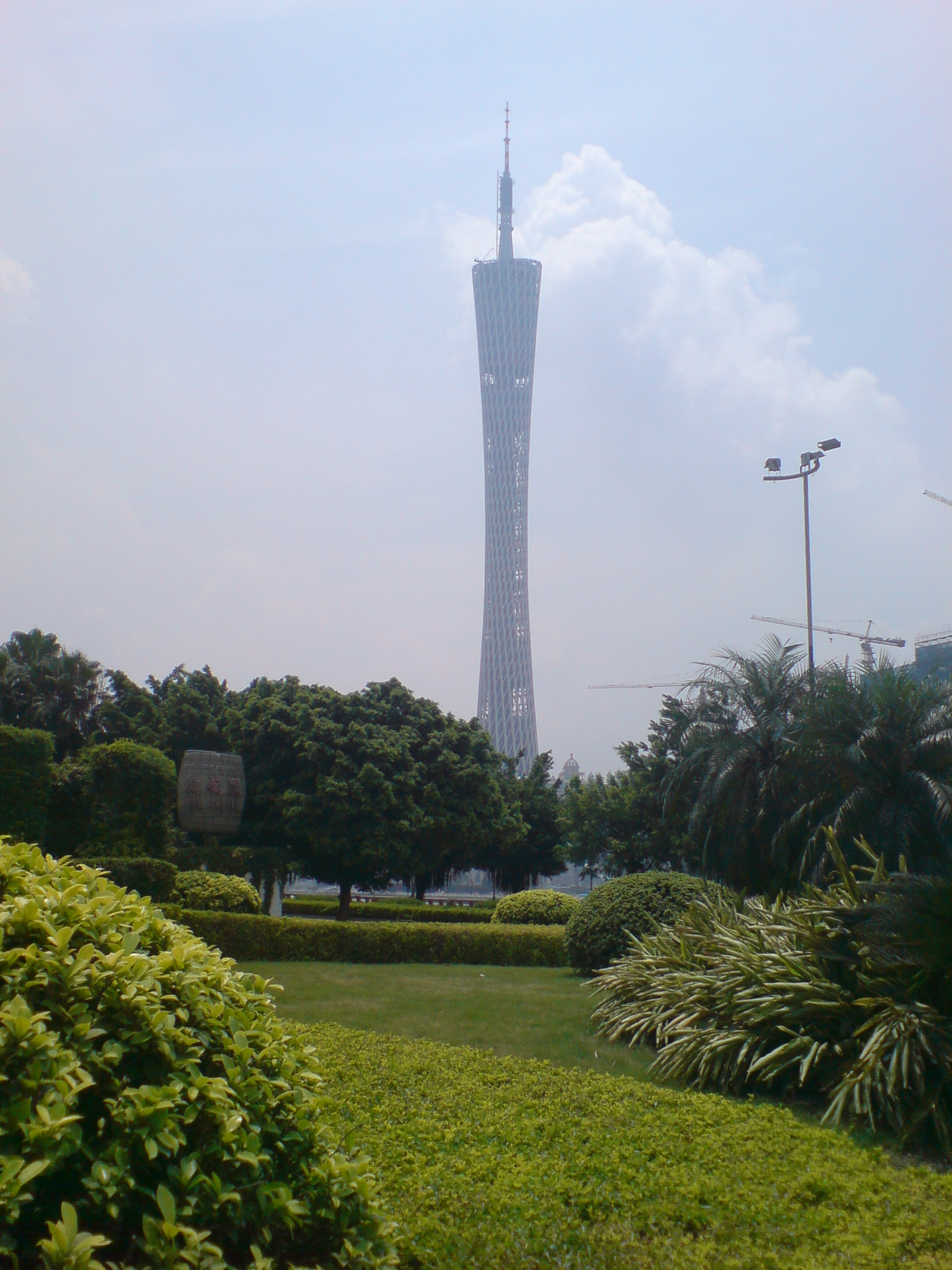
홍쳉 공원에서 본 광저우 타워
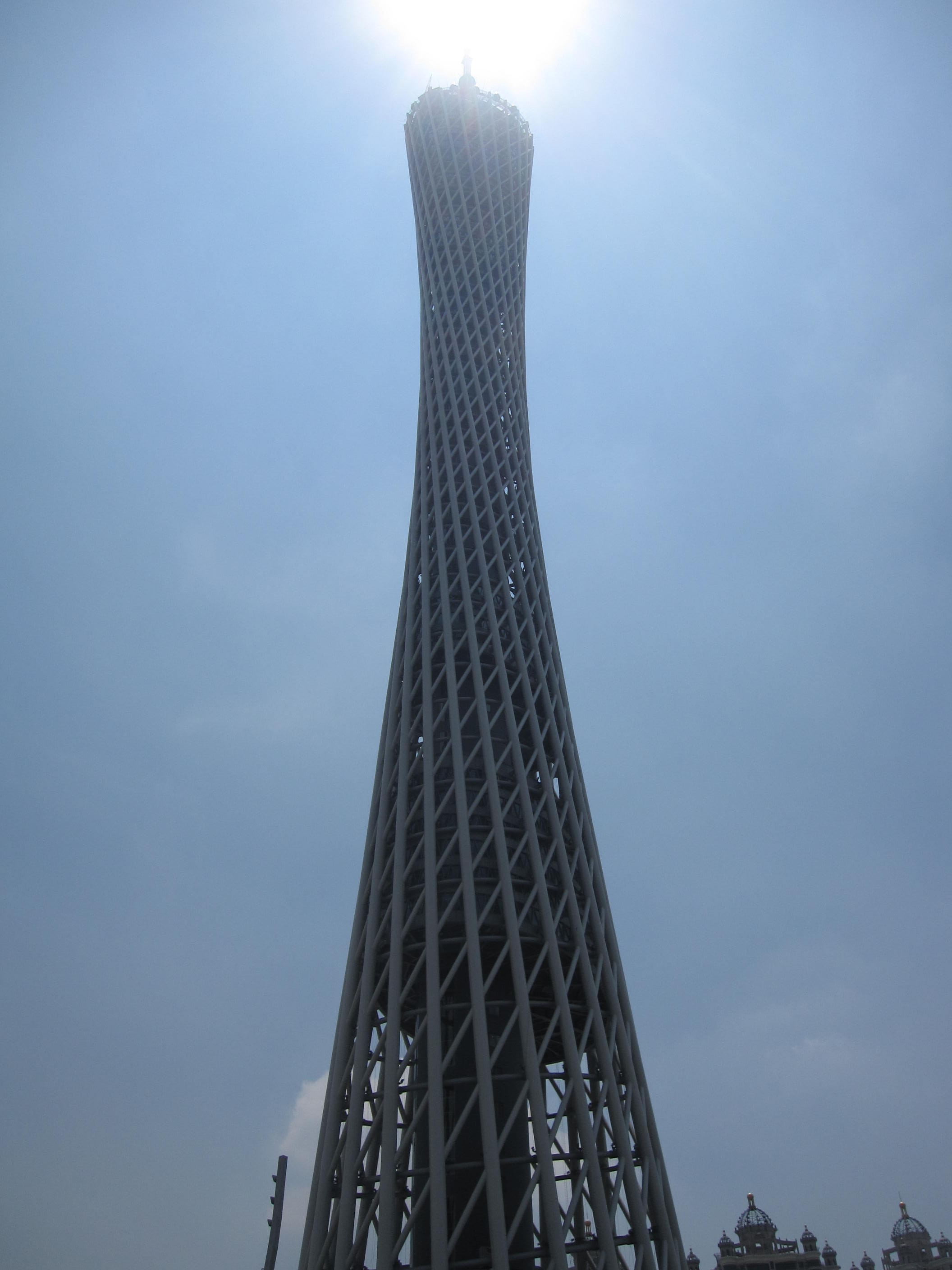
정오의 광저우 타워
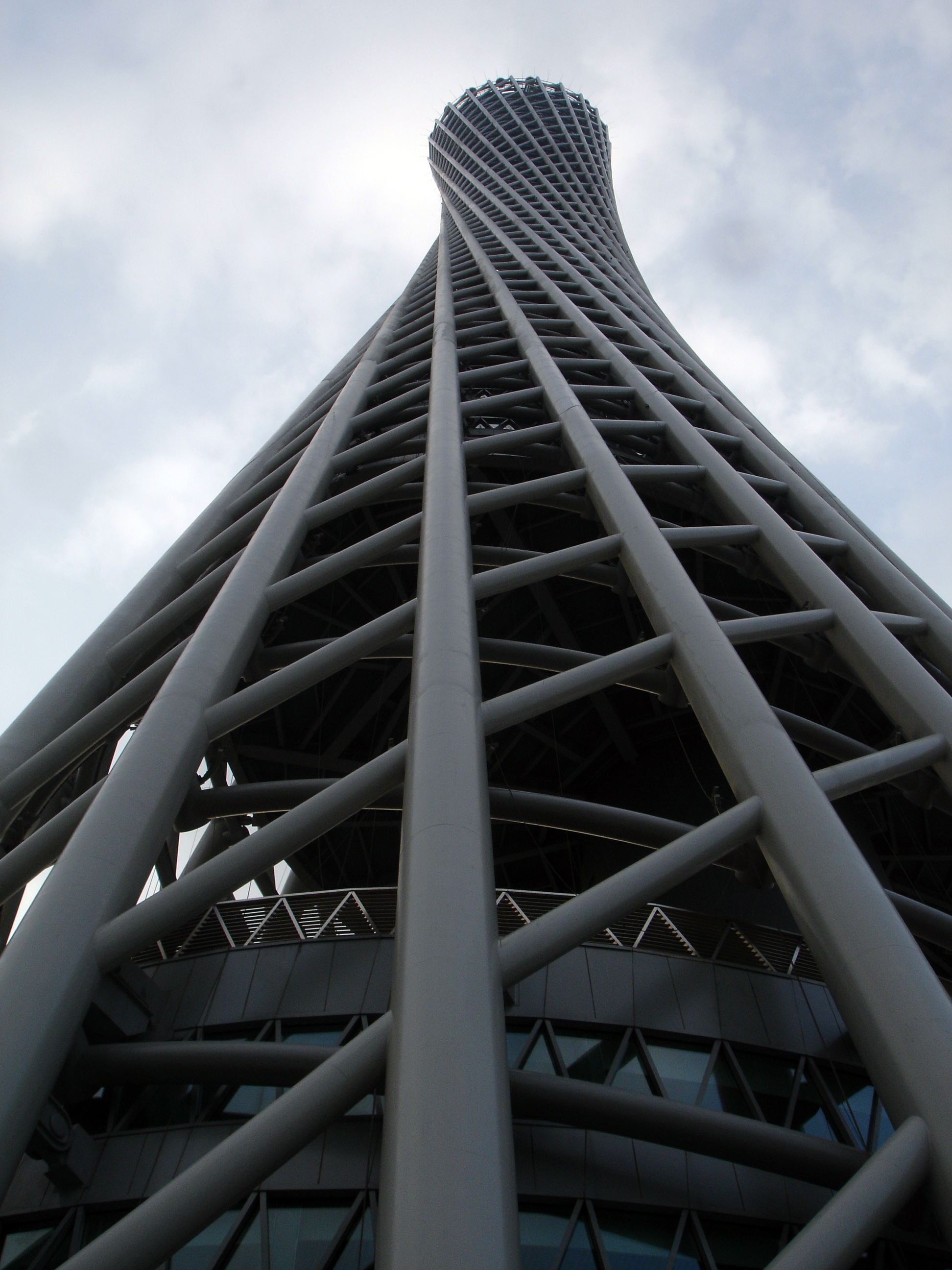
광저우 타워 바닥에서 바라본 윗면
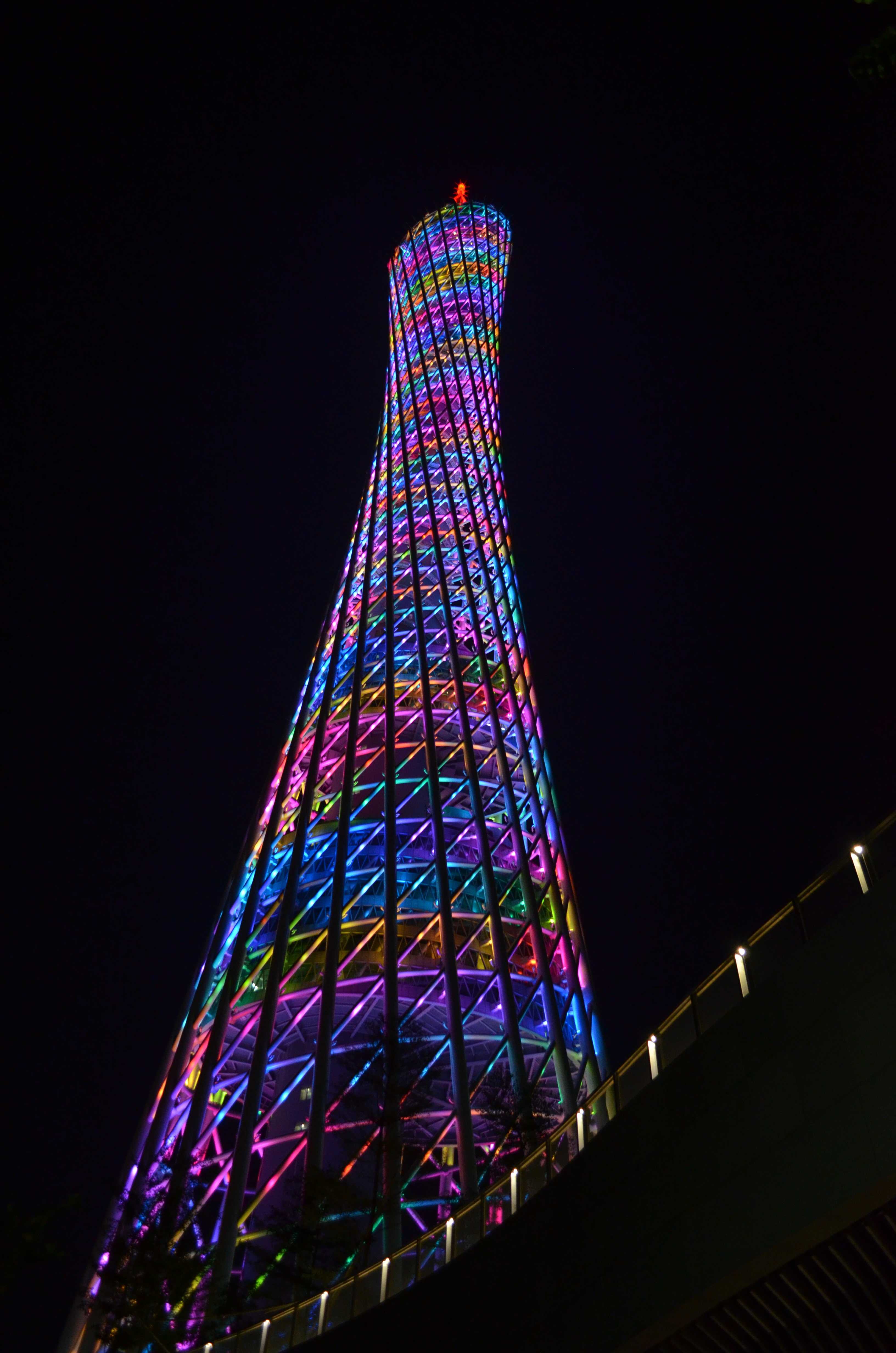
광저우 타워의 야경
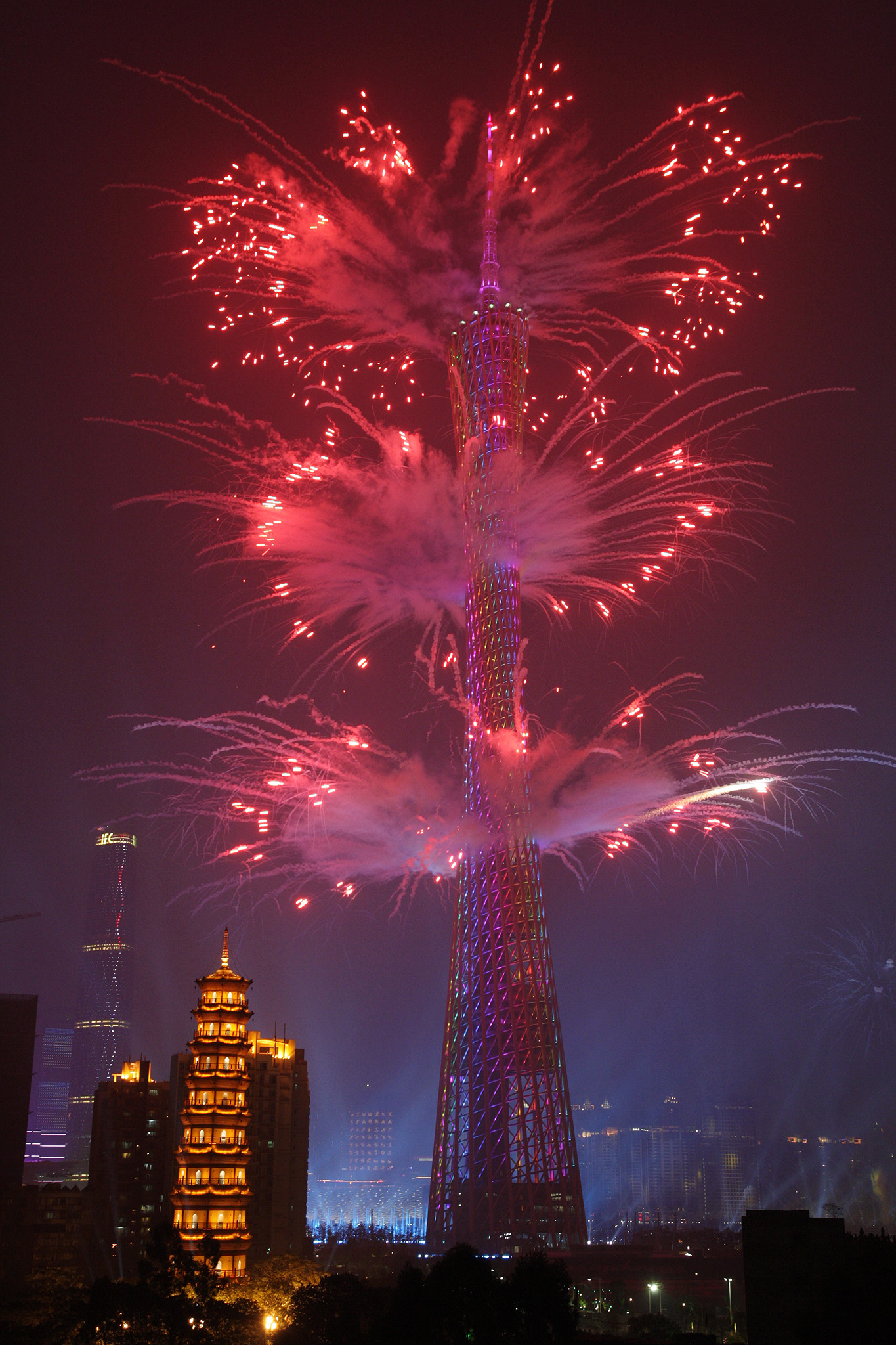
2010년 아시안 게임 개회식

## 같이 보기
- 광저우 국제금융센터 (현 광저우 시 최고층 건물)
- 중화인민공화국의 마천루 목록
- 2010년 아시안 게임
- 광저우 방송 네트워크
- 광저우 TV 타워